# Щукарёв, Александр Николаевич (физикохимик)
Александр Николаевич Щукарёв (2 [14] ноября 1864, Москва — 25 апреля 1936, Харьков) — русский физикохимик, изобретатель, конструктор и педагог.

## Биография
Родился 2 (14) ноября 1864 года в семье служащего. В 1885 году окончил 3-ю московскую гимназию. В 1889 году, окончив естественное отделение физико-математического факультета Московского университета, он стал преподавать в средних учебных заведениях (1892—1893 — в Муромском реальном училище). С 1893 года работал лаборантом в термохимической лаборатории профессора В. Ф. Лугинина. В 1896 году он сделал здесь своё первое выдающееся открытие — уравнение кинетики растворения кристаллов, позже названное его именем (уравнение Нернста—Щукарёва). После защиты в 1906 году магистерской диссертации «Исследования внутренней энергии газообразных и жидких тел» и, продолжая работать в лаборатории, стал приват-доцентом московского университета.
В 1909 году, после защиты докторской диссертации «Свойства растворов при критической температуре смещения», был избран на должность экстраординарного профессора общей химии Екатеринославского высшего горного училища, а в 1911 году стал профессором Харьковского технологического института, в котором преподавал вплоть до времени ухода на пенсию в 1931 году. В 1935 году А. Н. Щукарёв вновь был приглашен на кафедру физической химии для руководства исследовательскими работами и для чтения аспирантам курса химической термодинамики.
В 1905—1907 годы, в Москве и Харькове, А. Н. Щукарёв выступал с публичными лекциями по вопросам логики мышления, на основе которых была написана книга «Проблемы теории познания в их приложениях к вопросам естествознания и в разработке его методами» (Одесса: Mathesis, 1913. — 138 с.; переиздана: М.: URSS, 2007).
В 1909 году Щукарёв сконструировал логарифмический счётный цилиндр со спиральной шкалой. Стремясь к возможно большей простоте, он применил новый для того времени материал — целлулоид. Модель, сделанная самим учёным, в 1980 году была приобретена у его дочери Л. А. Щукарёвой Политехническим музеем.
Работая в Екатеринославе, он обнаружил и описал явление химической поляризации и магнито-химический эффект, который изучал в последующие годы.
В Харькове им была восстановлена логическая машина Джевонса, сконструированная в конце 1890-х годов П. Д. Хрущовым. По выражению А. Н. Щукарёва, логическую машину он «получил в наследство». Затем Щукарёв изготовил усовершенствованный вариант логической машины Джевонса, лаконичное описание которого содержится в его программной статье «Механизация мышления (Логическая машина Джевонса)», опубликованной спустя 12 лет:

Я сделал попытку построить несколько видоизменённый экземпляр, вводя в конструкцию Джевонса некоторые усовершенствования. Усовершенствования эти, впрочем, не носили принципиального характера. Я просто придал инструменту несколько меньшие размеры, сделал его весь из металла и устранил кое-какие конструктивные дефекты, которых в приборе Джевонса, надо сознаться, было довольно порядочно. Некоторым дальнейшим шагом вперёд было присоединение к инструменту особого светового экрана, на который передаётся работа машины и на котором результаты «мышления» появляются не в условно-буквенной форме, как на самой машине Джевонса, а в обыкновенной словесной форме

В апреле 1914 года А. Н. Щукарёв демонстрировал логическую машину в Политехническом музее. В 1925 году в ленинградском научно-популярном журнале «Вестник знания» появилась его статья о проблеме механизации формализуемых сторон мышления: «Механизация мышления».
Ему принадлежат более 70 оригинальных научных трудов и более 30 работ по истории философии, некоторые из них изданы за рубежом на французском и немецком языках. Основные работы посвящены химической кинетике и химической термодинамике, учению о растворах, термохимии и электрохимии; он исследовал критические явления в газообразно-жидких системах и в растворах. Сконструировал изотермический калориметр для исследования медленных тепловых процессов. Философские и «кибернетические» работы Щукарёва не нашли понимания у современников и были незаслуженно забыты: профессор И. Е. Орлов в журнале «Под знаменем марксизма» (1926, № 12) отмечал: 

Претензии профессора Щукарёва, представляющего школьное пособие Джевонса в качестве «мыслящего» аппарата, а также наивное изумление его слушателей, — всё это не лишено некоторого комизма. Нас хотят убедить в формальном характере мышления, в возможности его механизации